# Espaçonave Terra (metáfora)

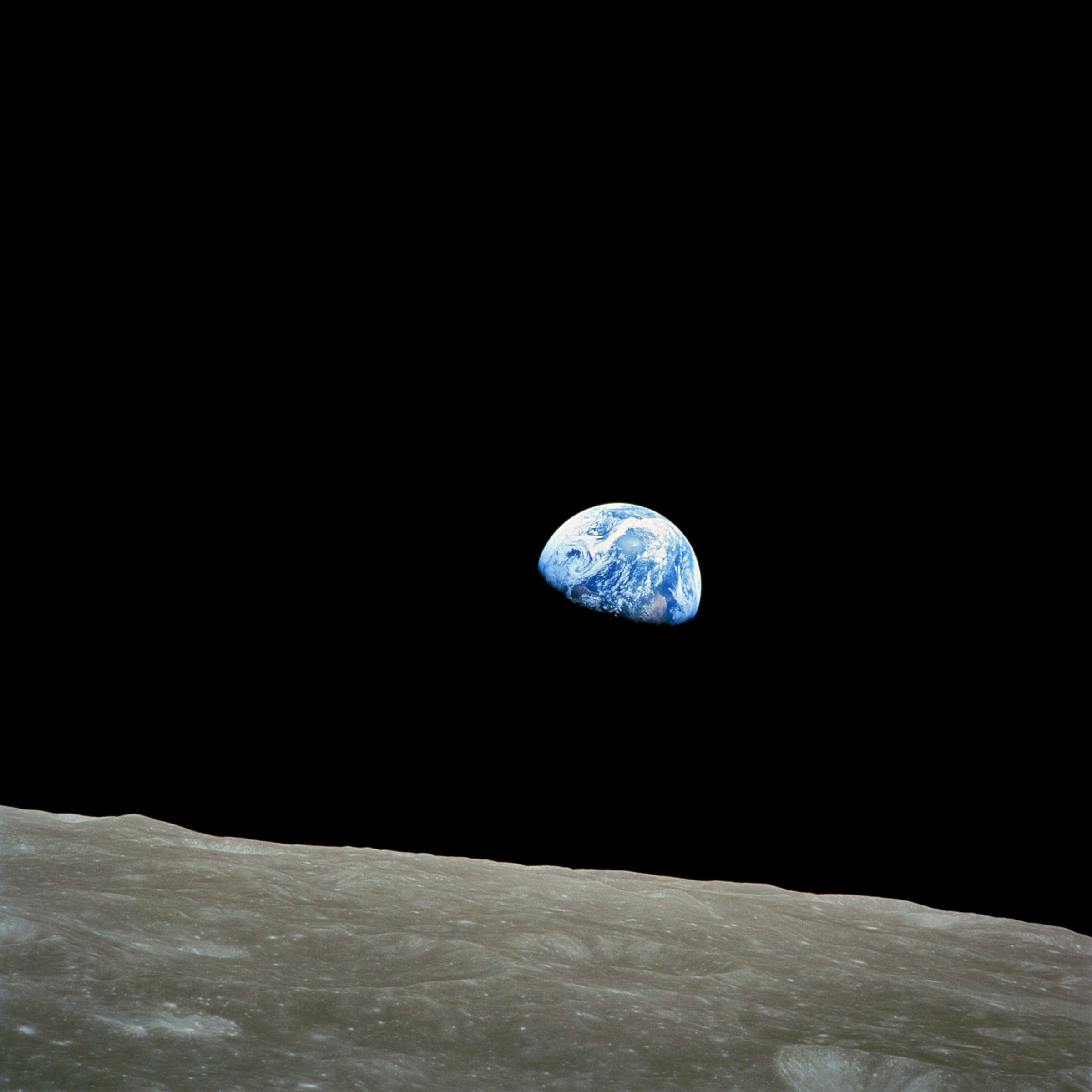
Nascer da Terra, foto de 1968 tirada pelo astronauta Bill Anders do módulo de comando da Apollo 8

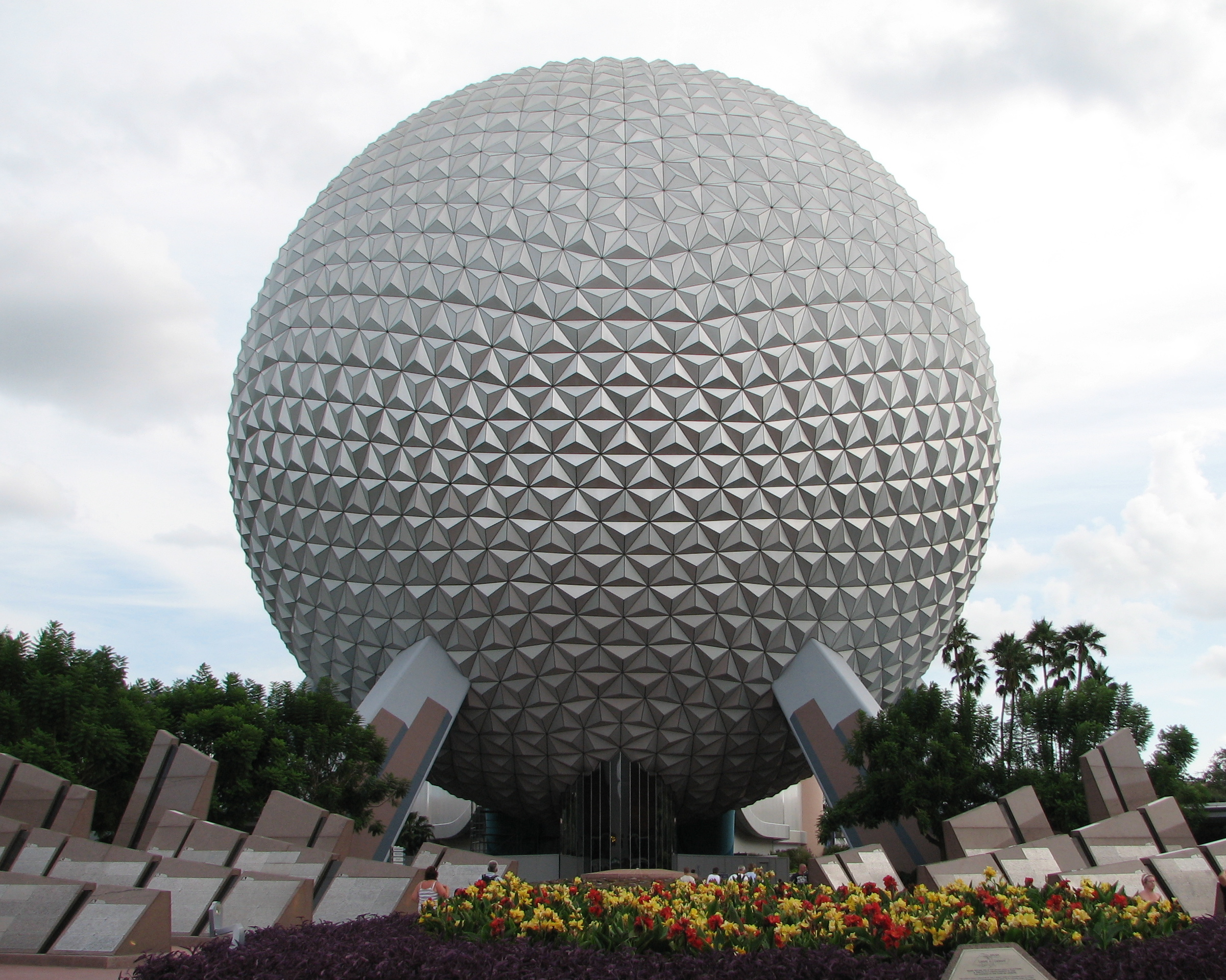
"Spaceship Earth" de Epcot

Espaçonave Terra (ou Nave Espacial Terra, ou ainda Espaçonave Planeta Terra) é uma visão de mundo encorajando todos na Terra a agirem como uma tripulação harmoniosa trabalhando para o bem maior.

## História
O primeiro uso conhecido da ideia é uma passagem na obra mais conhecida de Henry George, Progresso e Pobreza (1879). Do livro IV, capítulo 2:
É um navio bem abastecido, este com o qual navegamos pelo espaço. Se o pão e a carne acima do convés parecem escassear, apenas abrimos uma escotilha e há um novo suprimento, com o qual antes nunca havíamos sonhado. E muito grande comando sobre os serviços de outrem vem para aqueles que, quando as escotilhas são abertas, podem dizer: "Isto é meu!"
George Orwell posteriormente parafraseia Henry George em The Road to Wigan Pier:
O mundo é uma jangada navegando pelo espaço com, potencialmente, provisões para todos; a ideia de que todos devemos cooperar e garantir que todos façam sua parte justa do trabalho e recebam sua parte justa das disposições parece tão flagrantemente óbvia que se diria que ninguém poderia deixar de aceitá-la, a menos que tivesse algum motivo para se apegar ao sistema atual.
Em 1965, Adlai Stevenson fez um famoso discurso na ONU, no qual disse:
Viajamos juntos, passageiros em uma pequena nave espacial, dependendo de suas vulneráveis reservas de ar e solo; todos comprometidos com a nossa segurança e paz; preservada da aniquilação apenas pelo cuidado, pelo trabalho e, direi, pelo amor que damos ao nosso frágil ofício. Não podemos mantê-la meio afortunada, meio miserável, metade confiante, metade desesperada, meio escrava—dos antigos inimigos do homem— meio livre em uma liberação de recursos nunca sonhada até hoje. Nenhuma nave, nenhuma tripulação pode viajar com segurança com tantas contradições. De sua resolução depende a sobrevivência de todos nós.
No ano seguinte, Spaceship Earth se tornou o título de um livro de uma amiga de Stevenson, a economista de influência internacional Barbara Ward.
Em 1966, Kenneth E. Boulding, que foi influenciado pela leitura da obra de Henry George, usou a frase no título de seu ensaio, The Economics of the Coming Spaceship Earth. Boulding descreveu a economia aberta do passado, de recursos aparentemente ilimitados, que ele disse que ficou tentado a chamar de "economia cowboy", e continuou: "A economia fechada do futuro pode ser chamada de economia do 'astronauta', na qual a terra torna-se uma nave única, sem reservatórios ilimitados de nada, seja para extração seja para poluição, e na qual, portanto, o homem deve encontrar seu lugar em um sistema ecológico cíclico”. (Este tema "cowboys em uma nave espacial" acabaria sendo retomado pelo estudioso David Korten em seu livro de 1995, When Corporations Rule the World.)
A frase também foi popularizada por Buckminster Fuller, autor do livro de 1968 Operating Manual for Spaceship Earth (Manual De Operação Para A Espaçonave Terra). Esta citação, referindo-se aos combustíveis fósseis, reflete sua abordagem:
... podemos tornar toda a humanidade bem-sucedida por meio da evolução industrial que envolve o mundo da ciência, desde que não sejamos tão tolos a ponto de continuar a exaurir em uma fração de segundo da história astronômica as economias de energia ordenadas de bilhões de anos de conservação de energia a bordo de nossa Espaçonave Terra. Essas economias de energia foram depositadas na conta bancária garantidora da regeneração de vida da nossa Espaçonave, para uso apenas em funções de autoinicialização.
O Secretário-Geral das Nações Unidas U Thant, falou sobre a Nave Espacial Terra no Dia da Terra em 21 de março de 1971, na cerimônia do toque do Sino da Paz Japonês: "Que haja apenas Dias da Terra pacíficos e alegres para nossa bela Espaçonave Terra enquanto ela continua girar e circular no espaço gelado com sua carga quente e frágil de vida animada."

Espaçonave Terra é o nome dado à esfera geodésica de 50m de diâmetro que saúda os visitantes na entrada do parque temático Epcot do Walt Disney World. Alojado dentro da esfera há um passeio escuro que serve para explorar a história das comunicações e promover os princípios fundadores do Epcot, "[a] crença e orgulho na capacidade do homem de moldar um mundo que oferece esperança às pessoas em todos os lugares." Uma encarnação anterior do passeio, narrada pelo ator Jeremy Irons e revisada em 2008, era explícita em sua mensagem:
Como uma grande e milagrosa nave espacial, nosso planeta navegou pelo universo do tempo e, por um breve momento, estivemos entre seus muitos passageiros... Agora temos a capacidade e a responsabilidade de construir novas pontes de aceitação e cooperação entre nós, para criar um mundo melhor para nós mesmos e nossos filhos, enquanto continuamos nossa incrível jornada a bordo da Espaçonave Terra.

## Ligação externa
- Terra – Velocidade pelo espaço – cerca de 1 milhão de milhas por hora – NASA